# シュタディオーン・ポムレー
シュタディオン・ポムレー（スロバキア語: Štadión Pomlé）は、スロバキア・シャモリーンにあるサッカースタジアム。FC ŠTK1914シャモリーンが本拠地としている。収容人数は1,950人で、うち座席は750席である。

## 歴史
1930年開業。2010年12月にはHCスロヴァン・ブラチスラヴァから古い座席を譲り受け、500席を新調した。